# 곰보시 샨도르
곰보시 샨도르(헝가리어: Gombos Sándor, 1895년 12월 4일 ~ 1968년 1월 27일)는 헝가리의 펜싱 선수로, 주로 사브르 종목에서 활약하였다.
당시 오스트리아-헝가리 제국의 일부이자, 현재 세르비아의 솜보르에서 유대인 집안에서 태어났다. 1924년, 1927, 1929, 1930년 1930년 헝가리 선수권 대회에서 우승했으며, 개인 사브르에서 1926년 세계 챔피언과 1927년 유럽 챔피언이었다. 또한 2회의 단체 사브르 유럽 챔피언이기도 한 그는 헝가리 팀이 패한 적이 없던 단체 사브르 종목을 1928년 암스테르담 올림픽에서 우승하였다. 개인 시합에서는 결승전 진출에 나갔으나 메달 획득에 성공하지 못하였다. 11개의 승부에서 8개를 우승하여 5위에 그쳤다.
1968년 1월 27일 부다페스트에서 사망하였으며 1997년 국제 유대인 스포츠 명예의 전당에 헌액 되었다.